# Pikku Rovijärvi
Pikku Rovijärvi är en sjö i kommunen Enare i landskapet Lappland i Finland. Sjön ligger 153 meter över havet. Arean är 67 hektar och strandlinjen är 8,36 kilometer lång. Sjön  ingår i Uutuanjokis huvudavrinningsområde.   Den ligger omkring 360 kilometer norr om Rovaniemi och omkring 1100 kilometer norr om Helsingfors. 